# Pseudophryne australis
Espèce
Synonymes
- Bombinator australis Gray, 1835
- Bufonella crucifera Girard, 1853
- Phryniscus albifrons Duméril, Bibron & Duméril, 1854

Statut de conservation UICN

 VU B1ab(ii,iii,iv) : Vulnérable
Pseudophryne australis est une espèce d'amphibiens de la famille des Myobatrachidae.

## Répartition

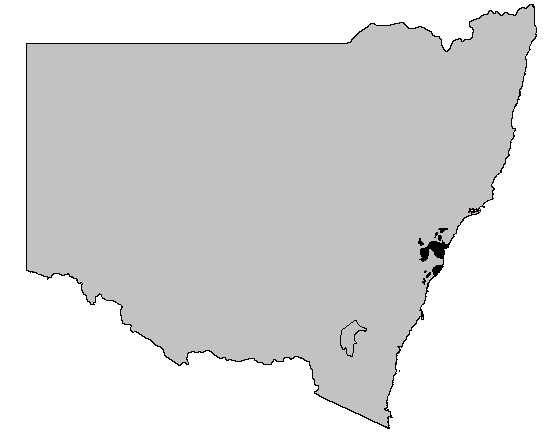
Répartition

Cette espèce est endémique de Nouvelle-Galles du Sud. Elle se rencontre entre 10 et 1 000 m d'altitude du parc national Royal à Gosford et à Newcastle,.

## Description

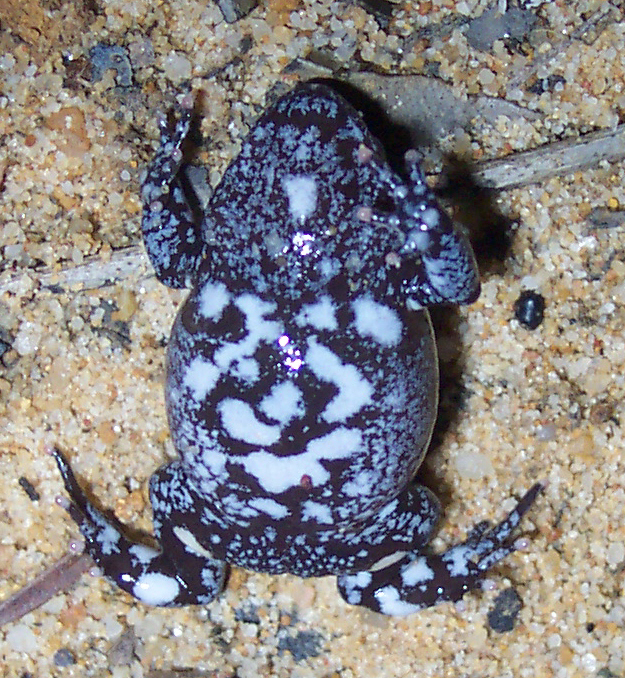
Pseudophryne australis, face ventrale.

Pseudophryne coriacea mesure 30 mm. Son dos varie du noir au brun foncé et présente des taches rouges. Elle se caractérise essentiellement par une tache rouge en forme de "T" sur sa tête et un trait de même couleur dans le bas du dos. Les côtés sont gris-bleu avec une tache blanche à la racine des membres. Le ventre est marbré de blanc et de noir avec parfois du bleu entre les deux.

## Habitat, mode de vie
On la trouve uniquement autour des cours d'eau et des mares temporaires dans les régions de grès autour de Sydney depuis Ourimbah au nord jusqu'à Nowra au sud et dans les Montagnes Bleues..
Les mâles, cachés dans les feuilles tombées sur le sol ou tapis sous les rochers, appellent les femelles à grands cris dans les régions pouvant être inondées après les fortes pluies. Les œufs sont cachés sous les feuilles dans un nid que garde le mâle et les têtards commencent à se développer dans les œufs avant de finir leur développement dans les points d'eau temporaires. À Sydney, on la trouve souvent dans le même habitat que Heleioporus australiacus.
Cette espèce est en voie de déclin par suite de l'urbanisation de la région.

## Publication originale
- Gray, 1835 : Untitled. Proceedings of the Zoological Society of London, vol. 1835, p. 57 (texte intégral).